# Чайковський Йосип Юхимович
Йосип Юхимович Чайковський (19 серпня 1923, Фастів, УРСР — 18 січня 1945, Познань, Польща) — Герой Радянського Союзу (1945, посмертно), в роки радянсько-німецької війни командир батареї 60-го гвардійського кавалерійського полку 16-й гвардійської Чернігівської кавалерійської дивізії, 7-го гвардійського кавалерійського корпусу 1-го Білоруського фронта, гвардії капітан.

## Біографія
Йосип Юхимович Чайковський народився 19 серпня 1923 року в сім'ї робітника-єврея. 
Закінчив 10 класів у Києві. У РСЧА з червня 1941 року. Закінчив Київське артилерійське училище в 1941 році.
У діючій армії — з листопада 1942 року. 
Член КПРС з 1943 року. 

Бюст Чайковського, Фастів

При відбитті контратаки противника у районі міста Познані (Польща) 15 лютого 1945 року підбив 3 ворожих танки, 4 БТР. У цьому бою загинув. Звання Героя Радянського Союзу присвоєно 31 травня 1945 року посмертно.

## Нагороди, пам'ять
Чайковський Йосип Юхимович нагороджений орденами Леніна, Червоного Прапора, 2-ма орденами Червоної Зірки, медалями.
Ім'я Героя носив піонерський загін Березнівської середньої школи Менського району Чернігівської області. У школі № 19 у Києві, де навчався Герой, встановлена меморіальна дошка. У рідному місті Й. Ю. Чайковського Фастові встановлено погруддя Героя (автор — скульптор А. А. Древецький).